# Malone, Florida
Malone är en ort i Jackson County i delstaten Florida, USA.